# West Orange (Texas)
West Orange é uma cidade localizada no estado norte-americano de Texas, no Condado de Orange.

## Demografia
Segundo o censo norte-americano de 2000, a sua população era de 4111 habitantes.
Em 2006, foi estimada uma população de 3956, um decréscimo de 155 (-3.8%).

## Geografia
De acordo com o United States Census Bureau tem uma área de
8,3 km², dos quais 8,2 km² cobertos por terra e 0,1 km² cobertos por água.

## Localidades na vizinhança
O diagrama seguinte representa as localidades num raio de 24 km ao redor de West Orange.